# New Tazewell
New Tazewell è un comune degli Stati Uniti d'America, situato nello Stato del Tennessee, nella Contea di Claiborne.